# Mednarodni skladateljski Rostrum
Mednarodni skladateljski Rostrum (angleško: The International Rostrum of Composers (IRC) je letni glasbeni forum, ki ga organizira UNESCOv Mednarodni glasbeni svet. Ta prestavnikom radijskih postaj omogoča izmenjavo in objavo skladb sodobne resne glasbe. Rostrum financirajo prispevki sodelujočih državnih radijskih postaj.
Prvi Rostrum se je odvijal leta 1954, na forumu pa so sodelovale nemške, francoske, belgijske in švicarske državne radijske postaje. Od začetka pa do leta 2002 se je prireditev odvijala na sedežu UNESCa v Parizu, z izjemo leta 2000, ko jo je gostil Muziek Groep Nederland in Fundacija Gaudeamus v Amsterdamu. Od leta 2003 dalje je uveden rotacijski sistem, po katerem Rostrum vsako drugo leto gosti francoski nacionalni radio.